# 참술바라 참술바라예프
참술바라 참술바라예프(1984년 9월 6일 – 2016년 9월 28일)는 러시아 남자 자유형 레슬링 선수로 아제르바이잔을 대표했다. 그는 러시아 다게스탄의 세르고칼린스키에서 태어났다.

## 경력
그는 2008년 하계 올림픽의 2008년 하계 올림픽 레슬링 남자 자유형 74kg급에 참가했다. 그는 16강에서 무라트 가이다로프에게 패해 대회에서 탈락했다. 그는 2007 FILA Wrestling World Championships에서 동메달을 획득했다. 그는 이라크 레반트 이슬람 국가(ISIS)에 가입한 후 이라크 모술에서 사망했다.